# Kaus Australis
Epsilon Sagittarii známá také pod tradičním názvem Kaus Australis je binární hvězdný systém na jižní hvězdné obloze nacházející se v Souhvězdí Střelce. S hvězdnou velikostí 1,81 jde o nejjasnější hvězdu souhvězdí, od Země je vzdálená asi 143 světelných let.

## Vlastnosti
Primární složka systému je modro bílá hvězda spektrální třídy B9,5, jde o hvězdného obra, který již vyčerpal vodík ve svém jádře. Její průměr je asi 6,8 násobek průměru Slunce, hvězda je 3,5krát těžší než Slunce a asi 363krát zářivější. Její teplota je asi 9950 Kelvinů. Rychlost rotace hvězdy je 236 kilometrů za sekundu, má magnetické pole o síle 10,5 až 130,5 Gaussů, hvězda je rovněž zdroje rentgenového záření. Z nadměrných emisí infračerveného záření bylo zjištěno, že hvězda má kolem sebe prstenec prachu.
Sekundární složka systému obíhá hlavní hvězdu ve vzdálenosti asi 106 astronomických jednotek. Jedná se o hvězdu hlavní posloupnosti o hmotnosti asi 95% hmotnosti Slunce. Systém má vyšší lineární polarizaci než bylo očekáváno pro její vzdálenost od Slunce, což se nyní přisuzuje rozptylu světla ze sekundární složky. Sekundární složka by měla být zodpovědná za spektrální anomálii dříve přisuzovanou hlavní hvězdě.
Tradiční název hvězdy Kaus Australis vychází z arabského výrazu kaus pro luk a latinského australis pro jižní. Kaus Australis je rovněž jednou z hvězd tvořící asterismus konvice.